# Hôtel de préfecture de l'Aube
L'hôtel de préfecture de l'Aube est un bâtiment situé à Troyes, en France. Il sert de préfecture au département de l'Aube.

## Localisation
La préfecture est située dans le département français de l'Aube, sur la commune de Troyes, place de la Libération.

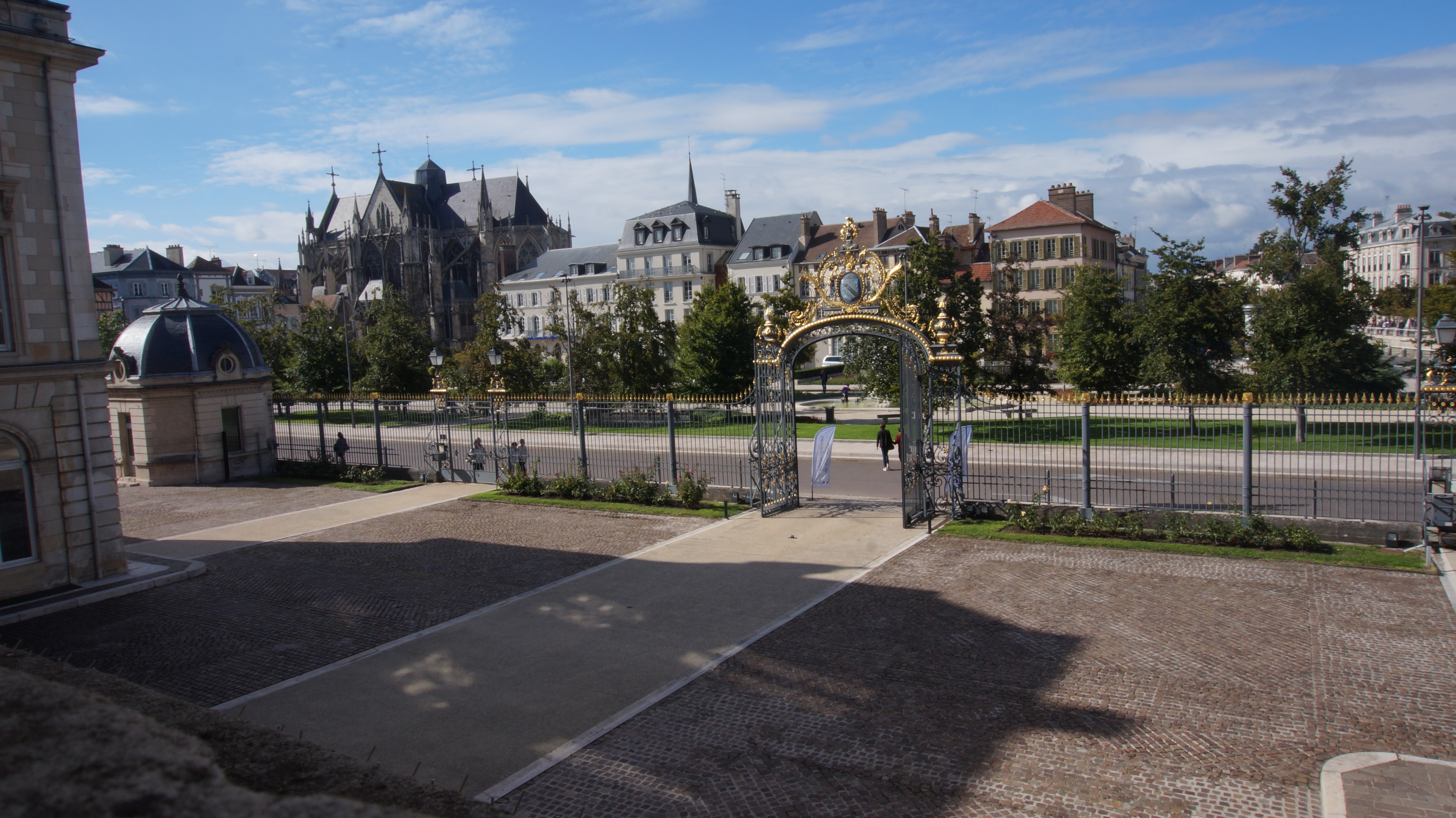
Situation de la préfecture sur la place de la Libération.

## Historique
La création de cet édifice date de la deuxième moitié du XVIIIe siècle en remplacement de l’ancienne Abbaye Notre-Dame-aux-Nonnains (qui était la plus remarquable abbaye de femmes du diocèse de Troyes), des églises Saint-Jacques et d'un cimetière. Ces deux derniers furent détruits à la suite de l'incendie de 1188.
Le bâtiment fut construit par un architecte parisien, Louis de La Brière, de 1778 à 1781.
Avec la création des départements en 1790, l’administration préfectorale est installée dans un premier temps à l’Hôtel de Marisy. Ce n'est qu'une 1794, à la suite de la vente de l'hôtel par son titulaire que le bâtiment est utilisé en partie pour la gestion de cette division.
Au début du XIXe siècle, à la suite de plusieurs critiques de la part des habitants et de la presse, la préfecture est modernisée par le Conseil général afin de la rendre conforme aux lois et aux règlements. Désormais, la façade établit devant elle une cour d’honneur fermée d’une grille. Cet aspect est conservé jusqu’en 1892 à la suite d'un incendie. 
Cette dernière catastrophe contraint l'État à déménager de nouveau ses services. La reconstruction a eu lieu pendant cinq ans à partir de 1894, mais la préfecture a pu rentrer dans les nouveaux locaux dès 1896.
Durant l’occupation allemande, les nazis s’emparent du médaillon de bronze, qui est remplacé par une horloge.
Le bâtiment est à nouveau restructuré à partir des années 1980. Aujourd'hui, La préfecture est partiellement inscrite au titre des monuments historiques le 1er décembre 1988, pour les façades donnant sur la cour d'honneur, leurs toitures du XIXe siècle, la grille de fer forgé et les deux lions sculptés par Valtat.

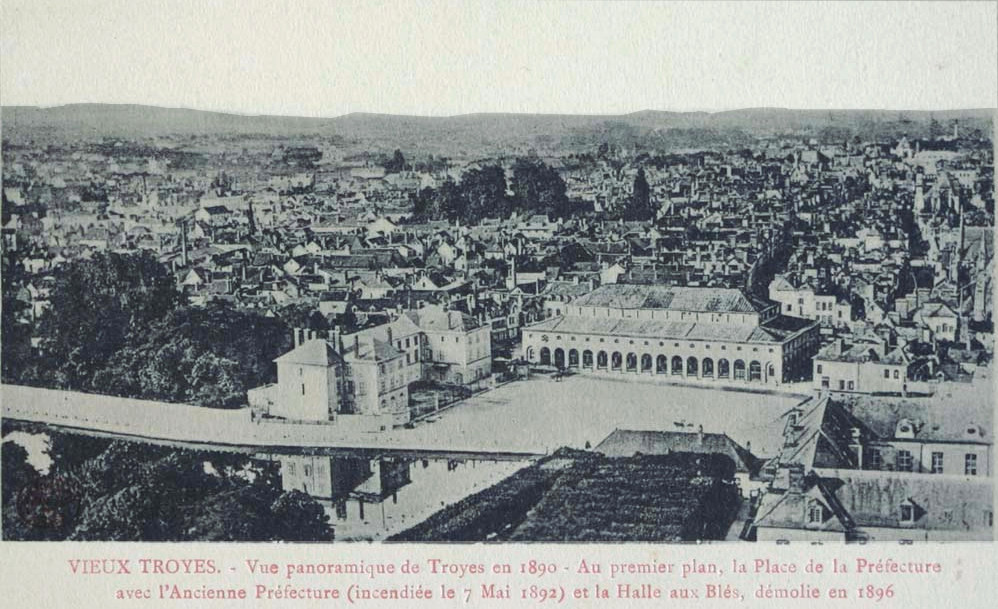
Le bâtiment avec la halle,
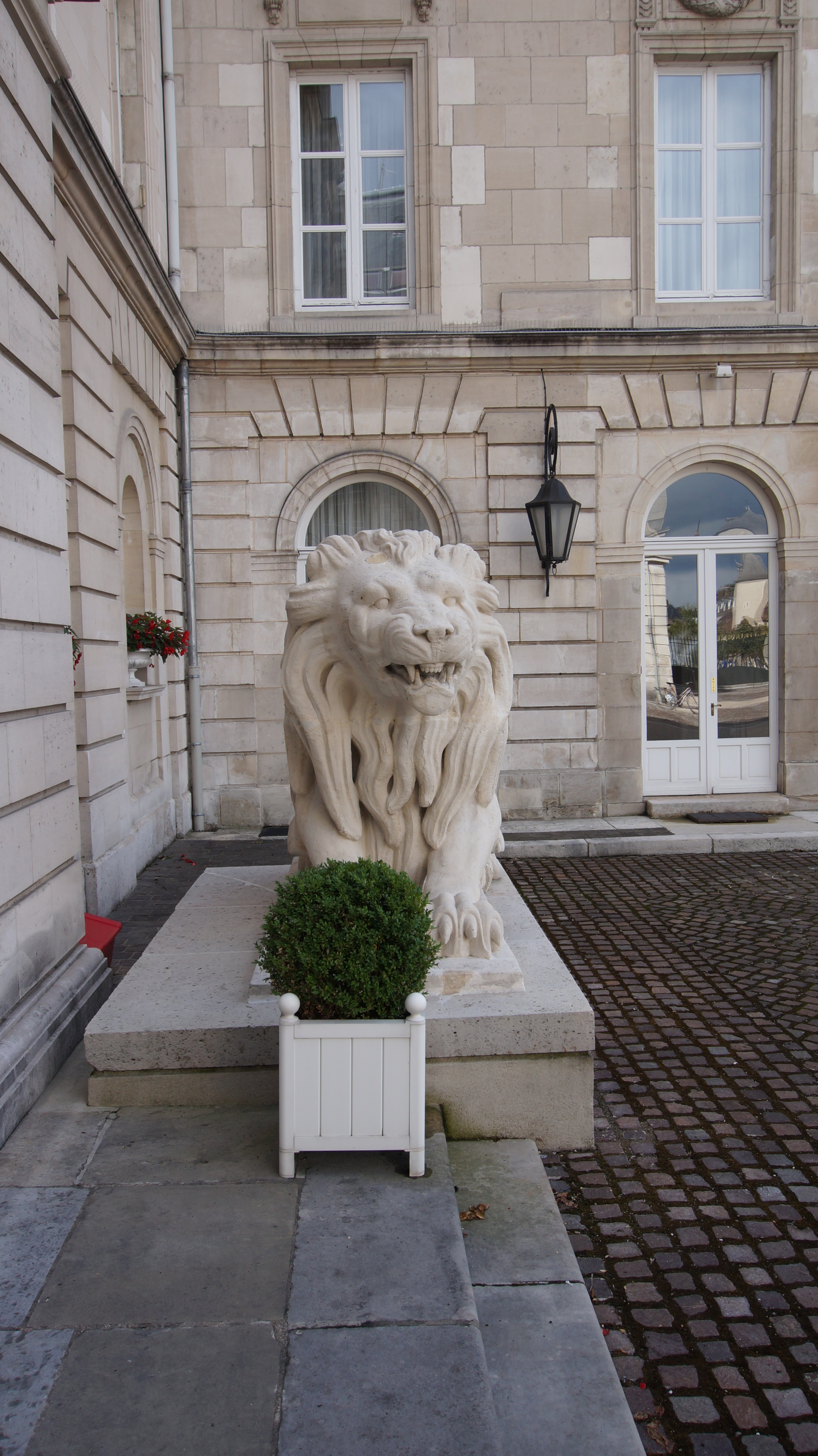
Un des lions de Valtat, à l'entrée
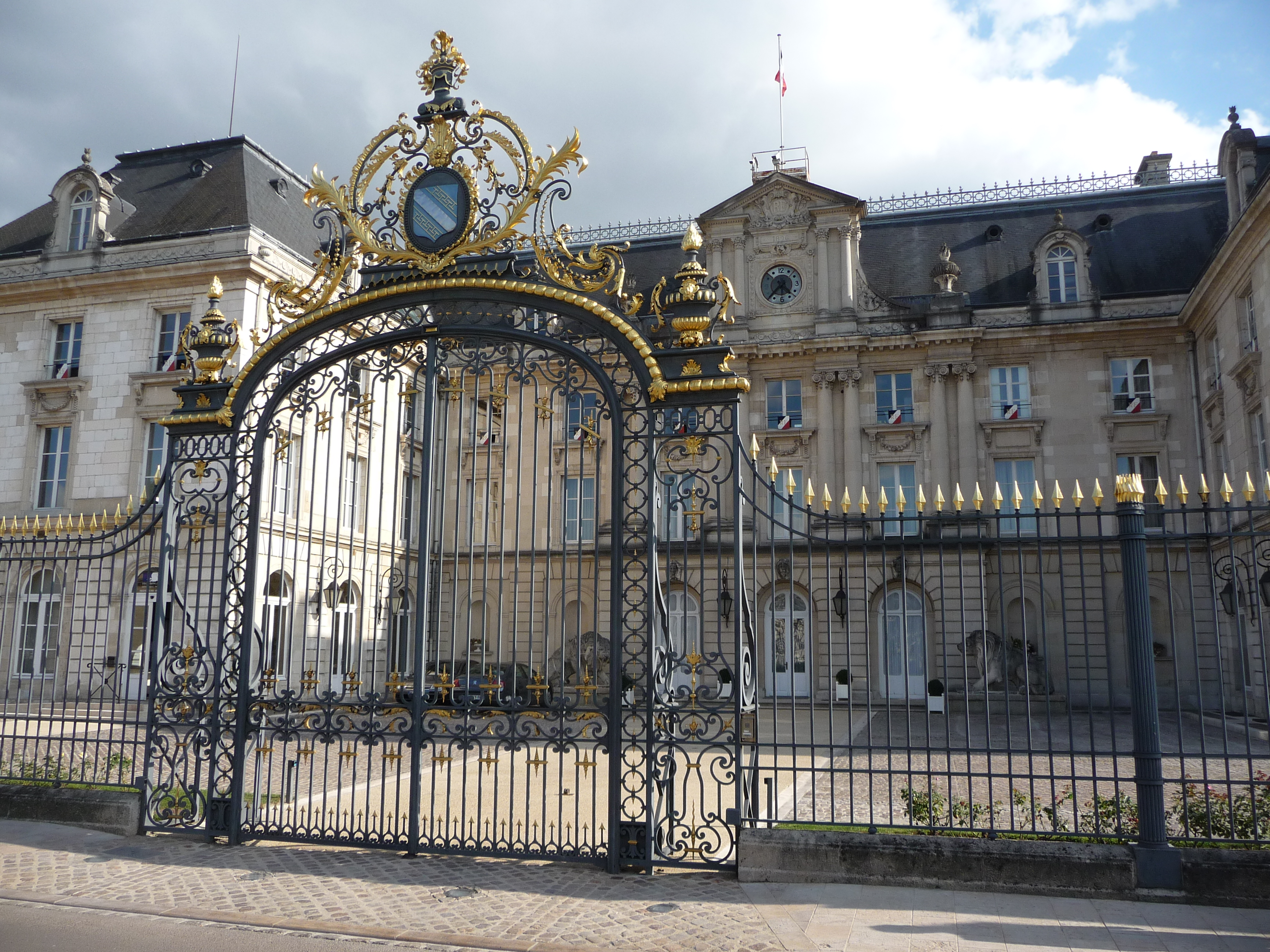
La cour d'honneur et la grille